# إيمرسون رايموندو سانتوس
إيمرسون رايموندو سانتوس (بالبرتغالية: Emerson Raymundo Santos‏) (5 أبريل 1995 بإيتابوراي في البرازيل - ) هو لاعب كرة قدم برازيلي في مركز الدفاع.

## روابط خارجية
- إيمرسون رايموندو سانتوس على موقع رابطة كرة القدم اليابانية للمحترفين (اليابانية)
- إيمرسون رايموندو سانتوس على موقع إي إس بي إن إف سي (الإنجليزية)
- إيمرسون رايموندو سانتوس على موقع قاعدة بيانات كرة القدم.إي يو (الإنجليزية)
- إيمرسون رايموندو سانتوس على موقع ليكيب (الفرنسية)
- إيمرسون رايموندو سانتوس على موقع Soccerbase.com (لاعب) (الإنجليزية)
- إيمرسون رايموندو سانتوس على موقع Soccerway.com (الإنجليزية)
- إيمرسون رايموندو سانتوس على موقع عالم كرة القدم.نت (الإنجليزية)